# Malena Alterio
Malena Grisel Alterio Bacaicoa (Buenos Aires, 21 gennaio 1974) è un'attrice argentina naturalizzata spagnola.

## Biografia
Suo padre è l'attore Héctor Alterio, e suo fratello Ernesto è anche lui un attore. 
È andata in Spagna quando era una bambina e ha studiato nell'Escuela de Arte Dramático di Cristina Rota. È diventata molto popolare  con la serie Aquí no hay quien viva.

## Filmografia
- Mezclar es malísimo, regia di David Serrano – cortometraggio (2001)
- El Palo, regia di Eva Lesmes (2001)
- Cásate conmigo, Maribel, regia di Ángel Blasco (2002)
- El Balancín de Iván, regia di Darío Stegmayer – cortometraggio (2002)
- Las voces de la noche, regia di Salvador García Ruiz (2003)
- Torremolinos 73 - Ma tu lo faresti un film porno? (Torremolinos 73), regia di Pablo Berger (2003)
- Semen, una storia d'amore (Semen, una historia de amor), regia di Daniela Féjerman e Inés París  (2005)
- Entre nosotros, regia di Darío Stegmayer – cortometraggio (2005)
- Días de cine, regia di David Serrano (2006)
- La torre de Suso, regia di Tom Fernández (2007)
- Casual Day, regia di Max Lemcke (2007)
- Miguel y William, regia di Inés París (2007)
- Al final del camino, regia di Roberto Santiago (2008)
- Una palabra tuya, regia di Ángeles González Sinde (2008)
- Nacidas para sufrir, regia di Miguel Albaladejo (2009)
- Cinco metros cuadrados, regia di Max Lemcke (2011)
- Sognando il nord (Perdiendo el norte), regia di Nacho G. Velilla (2015)
- La maldición del guapo, regia di Beda Docampo Feijóo (2020)
- Specchio, specchio, regia di Marc Crehuet (2022)

### Televisione
- Hermanas - serie TV, episodio 2x05 (1998)
- El Comisario – serie TV, 6 episodi (2003)
- Aquí no hay quien viva – serie TV, 91 episodi (2003-2006)
- La que se avecina – serie TV, 13 episodi (2007)
- Rabia – serie TV, 8 episodi (2015)
- El hombre de tu vida – serie TV, 8 episodi (2016)
- Vergüenza – serie TV, 23 episodi (2017-2020)

## Teatro
- Charitys (1996)
- Musicantes (1996)
- Náufragos (1997)
- Lorca al rojo vivo (1998)
- La barraca (1998)
- Encierro (1999)
- La pastelera (1999)
- El obedecedor (2000)
- Rulos (2001)
- Дядя Ваня (2008)

## Premi e candidature
- Premios Goya
  - 2001  Migliore attrice rivelazione El palo - Nomination
  - 2024  Migliore attrice protagonista Que nadie duerma - Vincitrice

- Unión de Actores
  - 2003 Migliore attrice non protagonista Aquí no hay quien viva

- Festival Internacional de Cine Independiente de Ourense
  - 2004 Migliore attrice protagonista El Balancín de Iván

- Fotogramas de Plata
  - 2004 Migliore attrice televisiva Aquí no hay quien viva - Nomination

- Premios ATV
  - 2004 Migliore attrice Aquí no hay quien viva